# Dalou Shan
Das Dalou-Gebirge (chinesisch 大婁山 / 大娄山, Pinyin Dàlóu Shān bzw. 大婁山脈 / 大娄山脉,  Dàlóu Shānmài) ist ein Kalksteingebirge mit Gipfeln um die 2.000 m im Südwesten der Volksrepublik China. Es verläuft 300 Kilometer von Nordost nach Süd und erstreckt sich über Gebiete von Guizhou, Chongqing und Sichuan. Das Gebirge beginnt im Norden an der Grenze zwischen den Provinzen Guizhou und Sichuan und erstreckt sich bis zum Fluss Yachi am Oberlauf des Flusses Wu Jiang im Süden. Es bildet die Wasserscheide zwischen den Flüssen Wu Jiang und Chishui He (赤水河,  Chìshuǐ Hé). Die Höhe variiert zwischen meist zwischen 1500 und 2000 Metern über dem Meeresspiegel. Der in Nanchuan (Chongqing) gelegene Fengchuiling (风吹岭,  Fēng Chuī Lǐng – „Windiger Grat“) im Jinfoshan-Bergmassiv ist mit 2251 m sein höchster Gipfel. Der 1608 m hohe Jindingshan (金顶山) in Guizhou ist ebenfalls ein bekannter Gipfel. In der Gegend herrscht ein gemäßigtes, subtropisches, feuchtes Monsunklima, dass durch die Höhe moderiert wird.